# Кашу

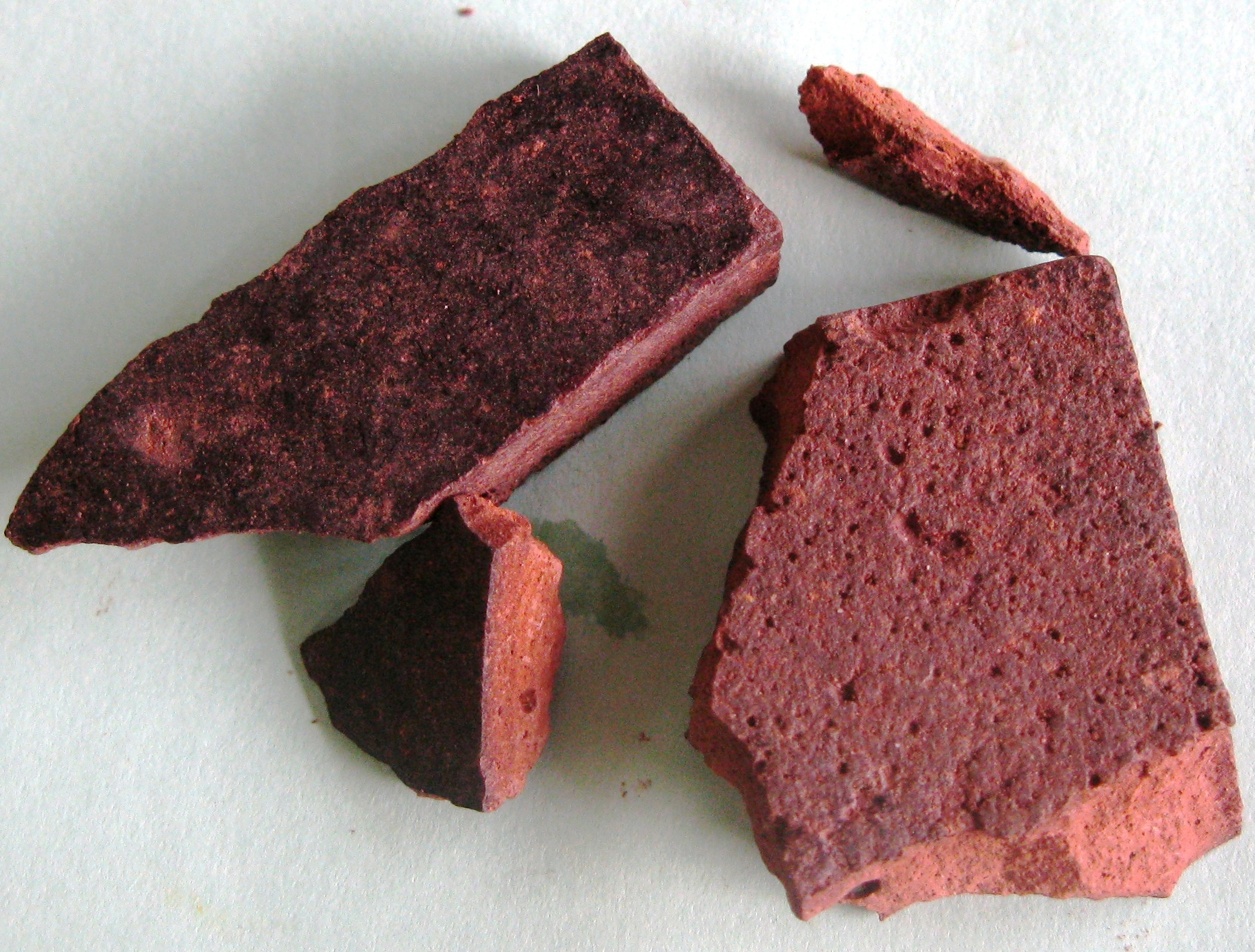
Кашу

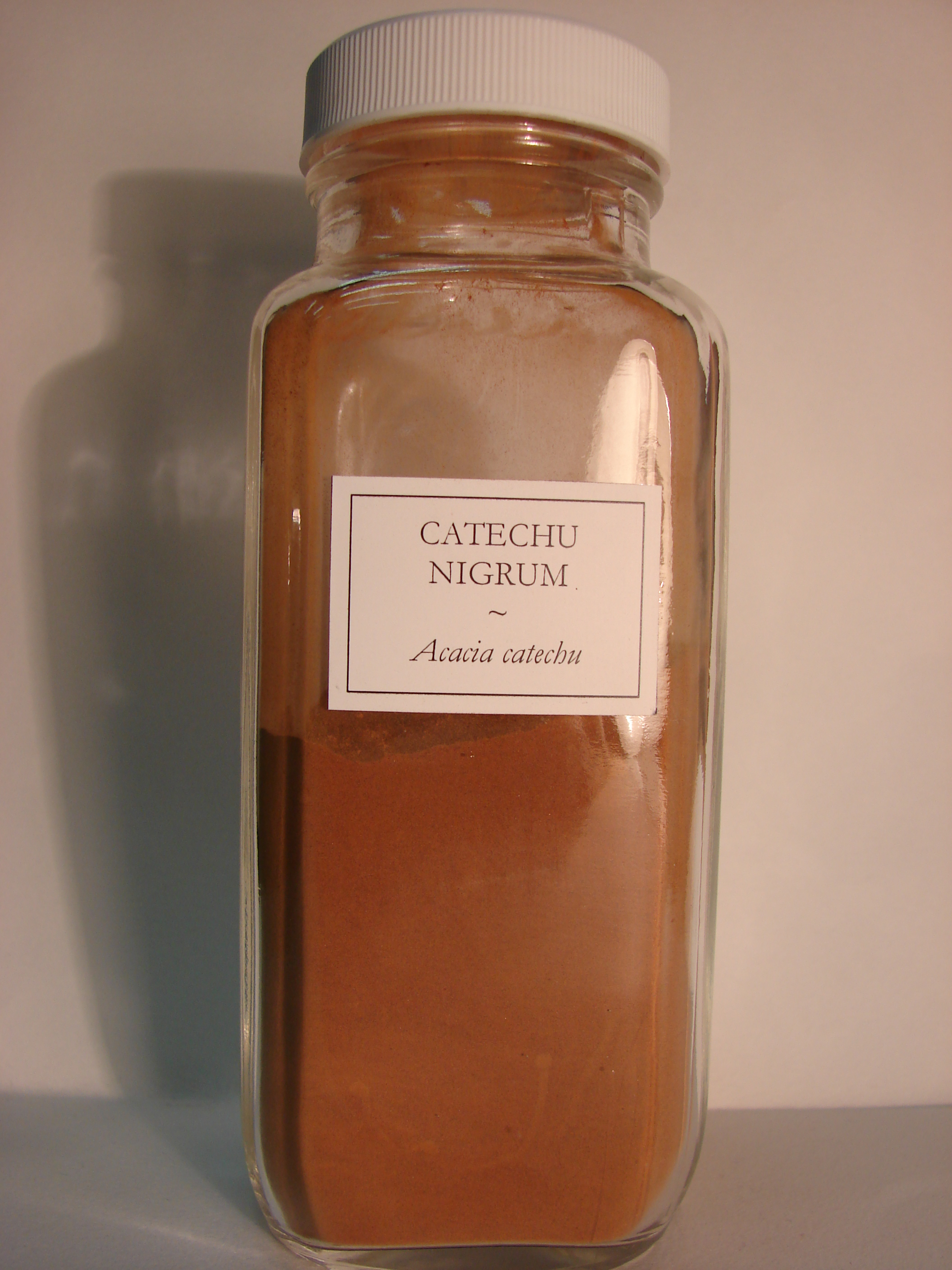
Бутыль с кашу

Кашу (Cachou, Catechu) — также катеху и гамбир, представляет собой выпаренный досуха сок некоторых акаций, пальм и других растений вроде Acacia catechu, Areca catechu (откуда и название), Uncaria gambir, Butea frondosa и др., растущих преимущественно в Ост-Индии и на Ост-Индских островах. Используется в пищевой и текстильной промышленности.

## Разновидности

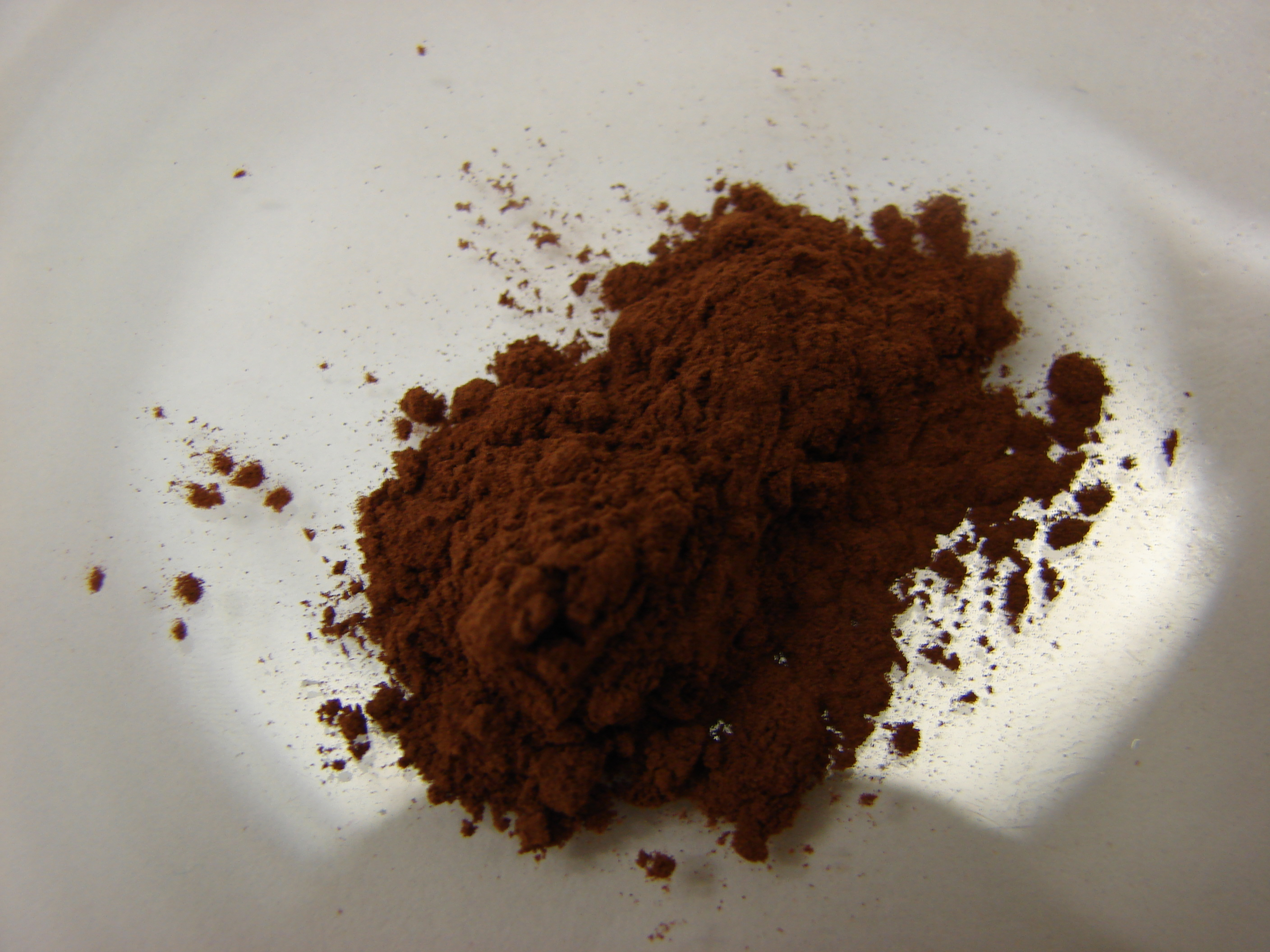
Россыпь кашу на блюде

В торговле встречаются следующие главные сорта: кашу темное, или глыбное, которое разделяется на бомбейское и бенгальское (Кач), и кашу светлое (желтое), или кубическое. Бомбейское кашу получается из мимозы Acacia catechu, которая срубается в то время, когда она наиболее богата соком. Сердцевинная часть отделяется от всех прочих, измельчается, отваривается с водою, и полученный сок сгущается выпариванием. Бенгальское кашу получается из Areca catechu способом, совершенно подобным описанному, с тою только разницей, что выварке подвергаются плоды, а не сердцевина дерева. Оба сорта мало отличаются одно от другого по своему внешнему виду (бомбейское темнее и без прожилок) и идут в торговле в виде больших глыб от 2 до 3 пудов весом, завернутых в листья или упакованных в ящики. Кубическое (желтое) кашу (gambier-catechu, gambir cachou) получается из стеблей и листьев кустарника Uncaria gambir также путём выварки их в воде и сгущения полученного отвара. В торговлю оно поступает в виде кубиков грязно-желтого цвета и величиною около 1 дюйма (2,5 см).

## Свойства
При нагревании кашу до 100° оно плавится и теряет 4—5 % веса. При сжигании хороших сортов кашу получается 4—5 % золы. Кашу обладает особым вяжущим вкусом, растворяется в кипящей воде, уксусной кислоте, спирте и отчасти в эфире. Особенность водных растворов заключается в том, что они прозрачны лишь в горячем состоянии, при охлаждении же выделяется более или менее обильный осадок (катехин). Поэтому для приготовления постоянных растворов, в особенности крепких, приходится прибегать к уксусной или древесно-уксусной кислоте. Так, раствор, приготовленный из 10 кг бомбейского кашу, 3 кг уксусной кислоты в 6° Б. и 6 литров воды, показывает при обыкновенной температуре плотность около 20° Б., хорошо сохраняет прозрачность. Надо заметить, что подобный раствор близок к пределу растворимости кашу. Главнейшие составные части кашу: катеху-дубильная кислота и катехин; первый содержится в разных сортах от 35 до 55 %, второго — от 10 до 20 %. К числу свойств, общих для всех главных сортов К., относится осаждаемость водных растворов желатиной и серной кислотой, равно как и способность давать со многими металлическими солями весьма прочные окрашенные лаки. Так, с глиноземными солями получается осадок желтого цвета, с железными солями (как закиси, так и окиси) получается оливковый или темно-зеленый осадок, с медными и хромовыми солями — красивые коричневые осадки и т. п. Способность эта служит основанием для главнейшего применения К., то есть для окрашивания хлопчатобумажных, шелковых и частью шерстяных изделий в различные цвета: коричневые, оливковые, серые и черный.

## Качество
Испытание достоинства реализуемого кашу слагается из следующих отдельных частей: 1) Определения растворимости в холодной и горячей воде, уксусной кислоте и щелочах. 2) Испытания на твердые нерастворимые примеси, которых быть не должно. В особенности вреден часто попадающийся мелкий песок, который в крепких растворах К. (напр. в 20° В.) отстаивается очень трудно и, попадая с краской в ящики печатных машин, портит ракли и валы. 3) Изучения отношений к наиболее употребительным протравам, то есть железным, медным и хромовым. 4) Пробного окрашивания и печатания. 5) Определения, кроме того, содержания дубильных веществ объемным путём. Все указанные испытания имеют относительный характер, так как производятся по сравнению с К., принятым за средний тип.

## Использование в текстильной промышленности
Окраска К. по хлопку разделяется на 2 главных группы: 1) такие, которые окончательно проявляются и закрепляются на ткани лишь после пропускания последней через горячий раствор хромпика, и 2) такие, которые фиксируются запариванием. Первый способ применяется главным образом для крашения в ровные цвета, второй для печатания узорчатых тканей, так как в последнем случае одновременно с кашовыми красками приходится наносить и различные другие, которые не в состоянии выдержать хромпиковой ванны. Рецептура в обоих способах, конечно, совершенно разная. В первом случае совершенно достаточно пропитать равномерно ткань раствором К., высушить и обработать горячим раствором хромпика, который действует окислительно на пигмент, образуя японовую кислоту (см. Катехин), а сам раскисляется до окиси хрома; последняя же соединяется весьма прочно со всеми составными частями К. По этой причине нет необходимости в употреблении каких бы то ни было протрав; если же последние употребляются, то исключительно с целью получения различных по интенсивности и окраске оттенков цвета. — Во втором случае (при печатании), когда одновременно с кашовыми красками наносятся на ткань и различные другие, не выдерживающие окисления хромпиком, является необходимостью ввести в состав наносимой краски не только пигмент и нужный для требующегося оттенка мордан, но также и окислитель, который при запаривании произвел бы необходимую реакцию местного окисления. Такими окислителями служат обыкновенно: бертолетова соль, хлорноватокислый хром или хлорновато-натриевая соль. При запаривании под совместным действием пара, высокой температуры и выделяющихся из протрав кислот вышеупомянутые соли разлагаются и производят необходимое окисление напечатанного совместно с ними пигмента. — Полученные тем или другим способом кашовые окраски отличаются своей чрезвычайной прочностью по отношению к воздуху, свету, мылу, щелочным и кислым растворам, равно как и к растворам белильной извести, так что вытравить коричневую кашовую окраску, не разрушив в то же время самого волокна, нельзя. В крашении шелка К. находит себе также довольно обширное применение, причем главная цель его употребления — прибавить вескости к шелку, окрашенному в черный цвет. Процесс, в общих чертах, состоит в следующем: шелк окрашивается берлинской лазурью в синий цвет, после чего обрабатывается раствором К.; последняя при этом фиксируется на волокне шелка и дает в комбинации с синим цветом берлинской лазури красивый черный цвет. Весьма важную роль при описываемой обработке играет, кроме степени концентрации, температура ванн. Так, при 50° Ц. происходит фиксация К. лишь на самом волокне шелка и привес ткани не превышает 10—12 %; если же вести обработку при 60—70° Ц., то дубильное вещество К. начинает действовать и на сидящую на волокнах берлинскую лазурь, образуя с нею дубильнокислое железо, вследствие чего привес ткани или пряжи доходит до 30—40 %. При крашении шерсти К. применяется крайне редко, несмотря на даваемый прекрасный и прочный цвет, так как шерстяное волокно от малейшего избытка К. делается весьма жестким и мало пригодным для валяния. Наконец, К. применяется в медицине как вяжущее и при дублении кож, хотя в последнем случае идет для выделки лишь некоторых низких сортов.

## Использование в пищевой промышленности
В пищевой промышленности используется для подкрашивания напитков (водка) и других продуктов.